# The Screaming Skull
The Screaming Skull is een Amerikaanse horrorfilm uit 1958 onder regie Alex Nicol. De hoofdrollen werden vertolkt door John Hudson, Peggy Webber en Russ Conway.

## Verhaal
De film begint met Jenni en Eric, een pas getrouwd koppel dat terugkeert naar Erics oude landhuis waar hij vroeger met zijn inmiddels overleden eerste vrouw woonde. In het huis ontmoeten ze Erics vrienden, de pastoor, Mrs. Snow en Mickey, de excentrieke tuinman.
Jenni begint na een tijdje onverklaarbare schreeuwen te horen, en ziet overal schedels opduiken in het huis. Ze denkt dat de geest van Erics eerste vrouw nog in het huis is en het op haar voorzien heeft. Er wordt echter onthuld dat Jenni een tijdje in een psychiatrische inrichting heeft gezeten, en dat ze een groot fortuin bezit dat Eric zal erven als ze sterft. Bovendien lijkt Mickey een hekel te hebben aan Jenni.
Al snel blijkt dat Eric achter de schedels zit. Hij wil op deze manier Jenni tot waanzin en zelfs zelfmoord drijven om zo haar geld te erven. Maar Jenni zat er ook niet helemaal naast met haar theorie: de geest van Erics overleden vrouw is ook nog in het huis. Ze heeft het echter niet voorzien op Jenni, maar op Eric. De geest jaagt Eric naar een vijver waar een schedel (vermoedelijk die van Erics ex-vrouw) zijn nek doorbijt en hem zo doodt.

## Rolverdeling
| Acteur       | Personage             |
| ------------ | --------------------- |
| John Hudson  | Eric Whitlock         |
| Peggy Webber | Jenni Whitlock        |
| Russ Conway  | Eerwaarde Edward Snow |
| Tony Johnson | Mrs. Snow             |
| Alex Nicol   | Mickey                |

## Achtergrond
De film werd bespot in de cultserie Mystery Science Theater 3000.
De film bevindt zich tegenwoordig in het publiek domein.